# Gil (ur. 1987)
Carlos Gilberto Nascimento Silva (ur. 12 czerwca 1987 w Campos) – brazylijski piłkarz, występujący na pozycji obrońcy w brazylijskim klubie Santos. W latach 2014-2017 reprezentant Brazylii. Uczestnik Copa América 2016. 

## Kariera klubowa
Gil karierę rozpoczynał w trzecioligowym Americano FC. W 2008 roku przeszedł do Atlético Goianiense. W 2008 roku przeszedł do Cruzeiro EC.
26 sierpnia 2011 podpisał trzyletni kontrakt z Valenciennes FC. W latach 2013–2015 grał w rodzimym Corinthians Paulista, a w 2016 podpisał kontrakt z chińskim Shandong Luneng.
| Sezon     | Klub                 | Kraj     | Rozgrywki | Mecze | Gole | Rozgrywki Europy | Mecze | Bramki |
| --------- | -------------------- | -------- | --------- | ----- | ---- | ---------------- | ----- | ------ |
| 2009      | Cruzeiro EC          | Brazylia | Série A   | 19    | 0    | –                | –     | –      |
| 2010      | Cruzeiro EC          | Brazylia | Série A   | 24    | 1    | –                | –     | –      |
| 2011      | Cruzeiro EC          | Brazylia | Série A   | 15    | 0    | –                | –     | –      |
| 2011/2012 | Valenciennes FC      | Francja  | Ligue 1   | 25    | 1    | –                | –     | –      |
| 2012/2013 | Valenciennes FC      | Francja  | Ligue 1   | 15    | 1    | –                | –     | –      |
| 2013      | Corinthians Paulista | Brazylia | Série A   | 36    | 0    | –                | –     | –      |
| 2014      | Corinthians Paulista | Brazylia | Série A   | 34    | 4    | –                | –     | –      |
| 2015      | Corinthians Paulista | Brazylia | Série A   | 34    | 2    | –                | –     | –      |

Stan na: koniec 2015 r.